# Carlos Garnier
Carlos Garnier (París, 25 de mayo de 1606-Misión de Sta. María, 7 de diciembre de 1649) Fue un sacerdote francés, santo y mártir jesuita.

## Biografía
Su padre fue secretario del rey de Francia Enrique III. Su familia fue muy católica, su hermano Enrique fue carmelita; José, capuchino; y Antonio, diocesano. Estudió en el Colegio de Clermont, principal colegio jesuita de Francia, en el cual perteneció a la Congregación Mariana de alumnos mayores.  Ingresó a la Compañía de Jesús a los 18 años en 1624.  Estudió en el Colegio de Clermont filosofía y teología.  Hizo sus votos en 1626.  Fue destacado en 1629 al Colegio de Eu en la Normandía donde conoció a Juan de Brébeuf, fundador de la Misión de los hurones. En 1635 es ordenado sacerdote y un año después parte hacia el Canadá.
Cuando llega donde los hurones se produce una lluvia muy fuerte por lo que fue llamado por ellos "Uracha" que significa "creador de lluvias". En 1639 va a la misión de los petuns. Establece la Misión de Santa María entre los hurones y trabaja entre los petuns con Isaac Jogues. En 1642 se establece en la Misión de San José, en la aldea hurona de Teahaustayé. El 30 de agosto de 1645 hace la profesión del cuarto voto en la capilla de la Misión de Santa María de manos del padre superior Jerónimo Lalement. En 1646 va donde los sachents. Es asesinando a tiros de mosquete y rematado con un tomahawk en la cabeza por los iroqueses en la Misión de santa María de los hurones.

## Compañeros Mártires
- Juan de Brébeuf
- Isaac Jogues
- Natalio Chabanel
- Gabriel Lalemant
- Antonio Daniel
- Renato Goupil
- Juan de Lalande